# Număr Hilbert
În teoria numerelor, o ramură a matematicii, un număr Hilbert este un număr întreg pozitiv de forma 4n + 1 (Flannery & Flannery (2000, p. 35)). Numerele Hilbert au fost denumite după David Hilbert. Secvența numerelor Hilbert începe cu 1, 5, 9, 13, 17, ... Șirul A016813 la Enciclopedia electronică a șirurilor de numere întregi (OEIS)

## Proprietăți
- Secvența numerelor Hilbert este secvența aritmetică cu {\displaystyle a_{1}=1,d=4}, ceea ce înseamnă că numerele Hilbert urmează relația de recurență {\displaystyle a_{n}=a_{n-1}+4}.
- Suma unui număr Hilbert (1 număr, 5 numere, 9 numere, etc.) este, de asemenea, un număr Hilbert.

## Numerele prime Hilbert
Un număr prim Hilbert este un număr Hilbert care nu este divizibil cu un număr Hilbert mai mic (altul decât 1). Secvența numerelor prime Hilbert începe cu
5, 9, 13, 17, 21, 29, 33, 37, 41, 49, ... Șirul A057948 la Enciclopedia electronică a șirurilor de numere întregi (OEIS).
Un număr prim Hilbert nu este neapărat un număr prim; de exemplu, 21 este un număr compus, deoarece 21 = 3 ⋅ 7. Cu toate acestea, 21 este un număr prim Hilbert, deoarece nici 3 și nici 7 (singurii factori ai lui 21, în afară de 1 și el însuși) nu sunt numere Hilbert. Din înmulțirea modulo 4 rezultă că un număr prim Hilbert este fie un număr prim de forma 4n + 1 (numit număr prim pitagoreic), fie un semiprim de forma (4a + 3) ⋅ (4b + 3).